# Paz Márquez-Benítez
Pour les articles homonymes, voir Márquez et Benítez.
Paz Márquez-Benítez, née le 3 mars 1894 et morte le 10 novembre 1983, est une femme de lettres des Philippines.

## Biographie
Elle est née en 1894 à Lucena, au sein d'une famille (les Márquez) éminente et aisée de Tayabas (devenue aujourd'hui la province de Quezon). Elle fait partie de la première génération de  philippins formés par le système éducatif mis en place par les américains, et utilisant l'anglais comme moyen d'instruction. Les Américains se sont substitués à l'Espagne, puissance colonisatrice de l'archipel, à la suite du traité de Paris. Paz Márquez-Benítez est membre de la première promotion au sein de l'université des Philippines et y obtient une licence en lettres en 1912,. Deux ans plus tard, elle épouse Francisco Benítez, dont elle aura quatre enfants. Elle devient professeur à l'université des Philippines, et y enseigne notamment l'écriture de nouvelles en langue anglaise.
En 1919, elle fonde le Woman's Home Journal, le premier magazine, publié régulièrement, qui soit dédié aux femmes dans son pays. La même année, elle et six autres femmes de Manille, à savoir, Clara Aragon, Concepcion Aragon, Francisca Tirona Benitez, Caroline Ocampo Palma, Mercedes Rivera et Socorro Marquez Zaballero, fondent le Collège des femmes des Philippines, devenu aujourd'hui l'université des femmes des Philippines. Elle est l'auteure de la première nouvelle en langue anglaise, écrite par un philippin, Dead Stars («Etoiles mortes»), en 1925. En 1928, elle compile une première anthologie, Filipino Love Stories, de nouvelles écrites en langue anglaise, et créées par ses étudiants. En 1931, elle publie une seconde nouvelle, A Night in the Hills («Une nuit dans la colline»). Ses œuvres marquent l'histoire de la littérature philippine moderne. Dans ses écrits, comme ceux de Jose Garcia Villa (écrivain passé comme elle par l'université des Philippines), l'anglais se substitue à espagnol et aux langues vernaculaires. Ces publications sont assez symptomatiques de la volonté des intellectuels issus des élites philippines émergentes d'être partie prenante du système et de bénéficier des apports américains. Grâce à l'impulsion de Paz Márquez-Benítez, la nouvelle est la forme  prédominante dans les productions littéraires locales.
Après la Seconde Guerre mondiale puis l'instauration d'une République des Philippines indépendante, l'utilisation de l'anglais dans la littérature continue à exister malgré le désir de créer une littérature dans la nouvelle langue nationale, le Filipino. Dès les années 1930, des débats dans les milieux intellectuels portent sur l'utilité sociale de la littérature, et l'intérêt d'une langue basée sur le tagalog. La période qui suit immédiatement la fin de la guerre voit la publication de plusieurs romans. Une des figures les plus influentes est Nick Joaquin. Mais les écrits de Paz Marquez-Benitez sont toujours accueillis avec attention par les critiques, comme le sont les histoires féministes de Estrella Alfon, de la génération d'auteure suivante. Lorsque son mari meurt en 1951, Paz Márquez-Benítez devient la rédactrice en chef du Philippine Journal of Education («Journal de l'éducation des Philippines») publié par l'université. Elle prend en charge ce poste durant plus de deux décennies. Entre 1952 et 1977, elle publie environ 200 essais. Elle meurt à Manille en 1983.
En 1995, sa fille Virginia Benitez Licuanan écrit sa biographie : Paz Marquez-Benitez: One Woman's Life, Letters, and Writings. Chaque année, une conférence, The Paz Marquez-Benitez, honore sa mémoire, avec des interventions consacrées à la contribution de femmes de lettres philippines écrivant en langue anglaise.